# Slottsbron
Slottsbron is een plaats in de gemeente Grums in het landschap Värmland en de provincie Värmlands län in Zweden. De plaats heeft 1048 inwoners (2005) en een oppervlakte van 161 hectare. Slottsbron ligt bijna aan Grums vast. De plaatsen zijn door water van elkaar gescheiden.
De plaats groeide door de houtsfabriek Slottsbrons Sulfit AB, deze fabriek werd opgericht in 1897. In 1907 ging deze fabriek op in Billeruds AB 1907 en deze fabriek was in werking tot 1974.